# Скалы в Этрета (Москва)
«Скалы в Этрета» (фр. Falaises d'Etretat) — картина французского художника Клода Моне, написанная в 1885 — 1886 годах. На картине изображен закат на побережье Ла-Манша в коммуне Этрета (департамент Приморская Сена, Франция) с живописными прибрежными скалами, образующими природные арки.

## История
Моне впервые посетил Этрета зимой 1868—1869 годов, в это время им была написана картина «Бурное море в Этрета» (музей Орсе). С 1883 по 1886 год он неоднократно посещал Этрета и создал серию картин морского побережья, числом около пятидесяти.
Картина «Скалы в Этрета» относится к числу поздних работ этого цикла. Она была приобретена русским купцом и коллекционером искусства С. И. Щукиным, в собрании которого находилась до 1918 г. В настоящее время находится в коллекции ГМИИ имени А. С. Пушкина (Москва).
В каталоге-резоне Клода Моне 1996 года, составленном Даниэлем Вильденштейном, эта картина упоминается как «Рыбацкие лодки, покидающие Этрета» (W 1046).

## Избранные картины серии
| Картина | Название                                                    | Год       | Размер                             | Место нахождения                            |
| ------- | ----------------------------------------------------------- | --------- | ---------------------------------- | ------------------------------------------- |
|         | Soleil couchant à Etretat                                   | 1883      | 61 x 82 см                         | Raleigh, North Carolina Museum of Art       |
|         | Soleil couchant à Etretat                                   | 1883      | 66 x 81 см                         | Музей изобразительного искусства Нанси      |
|         | Mer agitée à Étretat                                        | 1883      | 81 x 100 см                        | Лионский музей изобразительных искусств     |
|         | Falaise et Porte d’Aval par gros temps                      | 1883      | 73 x 100 см                        | Музей Монтсеррат                            |
|         | La Manneporte (Etretat)                                     | 1883      | 75 x 103 см                        | Collection de Mrs. Edward Hulton            |
|         | Aiguille et Porte d’Aval, Etretat — soleil couchant         | 1883—1885 |                                    | Частное собрание                            |
|         | La Manneporte (Etretat)                                     | 1883      | 65 x 81 см \|\| Метрополитен-музей |                                             |
|         | Étretat, la Manneporte, reflets sur l’eau                   | 1885      | 65.5 x 81.5 см                     | Musée des Beaux-Arts de Caen                |
|         | La Manne-Porte, Étretat                                     | 1885      |                                    | Художественный музей Филадельфии            |
|         | La Falaise d’Aval, Étretat                                  | 1885      | 65 x 92 см                         | Израильский музей                           |
|         | L’Aiguille vue à travers la Porte d’Aval (W1049)            | 1885      | 65 x 92 см                         | Национальная галерея Канады                 |
|         | Étretat, la Porte d’Aval : bateaux de pêche sortant du port | 1885      | 50 x 37 см                         | Музей изящных искусств Дижона               |
|         | Climat pluvieux, Etretat                                    | 1886      | 73 x 60 см                         | Норвежская национальная галерея             |
|         | Les Falaises à Étretat                                      | 1885      | 65 x 81 см                         | Институт искусств Стерлинга и Франсин Кларк |
|         | La Manneporte près d’Etretat                                | 1886      | 81 x 65 см                         | Метрополитен-музей                          |